# 马克·希普曼
马克·希普曼（英語：Mark Shipman，1973年1月3日—），英国男子跳水运动员。他曾代表英格兰参加1994年英联邦运动会跳水比赛，获得一枚银牌。他也曾参加2000年和2004年夏季奥运会。